# Флешье, Эспри
Эспри Флешье (фр. Valentin Esprit Fléchier; 10 июня 1632, Перн-ле-Фонтен — 16 февраля 1710, Монпелье или Ним) — французский проповедник и писатель эпохи классицизма.

## Биография
Принадлежал некоторое время к ордену иезуитов, был преподавателем риторики в Нарбонне, в 1659 году прибыл в Париж, где вскоре достиг большой славы как проповедник и получил доступ в отель Рамбуйе.
В 1665 г. сопровождал Комартэна в Клермон, где тот должен был председательствовать в чрезвычайном судилище («Les grands jours d’Auvergne»). Он представил г-же Комартэн очень интересный отчет об этом путешествии, свидетельствующий, что остроумный автор забывал по временам о своем духовном звании. Найденный в рукописи, этот отчет был напечатан в первый раз в 1844 г., под заглавием «Mémoires sur les Grands Jours de Clermont».
Принятый в одно время с Расином во Французскую академию, был возведен в сан епископа, сначала в Ниме, где основал академию.
Значение его как одного из лучших католических проповедников оценено было ещё Фенелоном, который, услышав о смерти Флешье, воскликнул: «Мы в нём потеряли нашего учителя».

## Сочинения
Главные его сочинения, кроме «Oraisons funèbres» (П., 1681, последнее издание 1878); «Histoire le Théodose le Grand» (П., 1679, новое изд. Тур, 1881); «Histoire du cardinal Ximenes» (Пар., 1693); «Panégyriques des saints» (там же, 1690).
Его стихотворения на франц. и латин. яз. напечатаны в «Oeuvres posthumes» (там же, 1712) — были переведены Ветринским («Надгробные слова Флешиера». — СПб., 1824).
Его «Oeuvres complètes» (Полное собрание) вышло в Ниме в 1782 году (новое издание Миня — там же, в 1856).
В его произведениях нет ни глубокой наблюдательности, ни действительно оригинальных мыслей и слишком много места отведено риторике; но в то же время в лучших из его сочинений, каковы его надгробные речи, в особенности те, которые посвящены женщинам, а также надгробная речь над Тюренном, много действительно блестящих по изяществу стиля мест.